# サックス・ア・ゴー・ゴー
| 専門評論家によるレビュー | 専門評論家によるレビュー |
| レビュー・スコア         | レビュー・スコア         |
| 出典                     | 評価                     |
| ------------------------ | ------------------------ |
| Allmusic                 | [ 1 ]                    |

『サックス・ア・ゴー・ゴー』(Sax-a-Go-Go) は、オランダのアルト・サックス奏者キャンディ・ダルファーの2枚目のアルバムで、1994年2月に『ビルボード』誌のトップ・コンテンポラリー・ジャズ・アルバムのチャートで最高5位まで上昇し、31週にわたってチャートにとどまった。このアルバムは、「ベッピー (Beppie) の愛しい思い出に捧げる」と記され、ジーン・マクダニエルズが、ベトナム戦争に対するプロテストソングとして書き、初録音はロバータ・フラックが1969年のデビュー・アルバム『First Take』に吹き込んだ「Compared to What」が、独自のバージョンで収録されている。また、「I Can't Make You Love Me」はボニー・レイットがヒットさせた曲で、彼女の1991年のアルバム『Luck of the Draw』に収録されたものである。
表題曲の「サックス・ア・ゴー・ゴー」は、日本でホンダ・シビックのCM曲として使用され、注目された。

## トラックリスト
1. ファンク - 2 Funky（ウルコ・ベッド） – 4:50
2. サックス・ア・ゴー・ゴー - Sax-a-Go-Go（イージー・モー・ビー（英語版）、キャンディ・ダルファー） – 4:54
3. ミスター・マービン - Mister Marvin（ウルコ・ベッド） – 5:33
4. マン・イン・ザ・デザート - Man in the Desert（キャンディ・ダルファー、ウルコ・ベッド） – 5:37
5. ボブズ・ジャズ - Bob's Jazz（ウルコ・ベッド） – 4:53
6. ジャミング - Jamming（キャンディ・ダルファー、ウルコ・ベッド） – 5:21
7. アイ・キャント・メイク・ユー・ラブ・ミー - I Can't Make You Love Me（アレン・シャンブリン（英語版）、マイク・リード（英語版）） – 4:35
8. ピック・アップ・ザ・ピーセズ - Pick Up the Pieces（Roger Ball, Hamish Stuart, White, Robbie McIntosh, Owen McIntyre, Malcom Duncan, Alan Gorrie, Yze) – 4:12
9. コンペアード・トゥ・ホワット - Compared to What (J Mac Daniels) – 5:56
10. サンデー・アフタヌーン - Sunday Afternoon（プリンス） – 8:06

### US/カナダ盤
1. - 2 Funky（Ulco Bed） – 4:50
2. - Sax-a-Go-Go（Easy Mo Bee, Candy Dulfer） – 4:54
3. - Mister Marvin（Ulco Bed） – 5:33
4. - Man in the Desert（Candy Dulfer, Ulco Bed） – 5:37
5. - Bob's Jazz（Ulco Bed） – 4:53
6. - Jamming（Candy Dulfer, Ulco Bed） – 5:21
7. - I Can't Make You Love Me（Allen Shamblin, Mike Reid） – 4:35
8. - Pick Up the Pieces (Single Version)（Roger Ball, Hamish Stuart, White, Robbie McIntosh, Owen McIntyre, Malcom Duncan, Alan Gorrie, Yze) – 4:02
9. - Sunday Afternoon（Prince） – 8:06
10. - 2 Funky (Radio Version)（Ulco Bed） – 4:36

## パーソネル
- キャンディ・ダルファー - ボーカル、サンプラー、アルト/テナー/バリトン・サックス
- ウルコ・ベッド - ベース、ドラムス、ギター、ボーカル、キーボード、パーカッション
- フランス・ヘンドリックス（オランダ語版） - パーカッション、ドラムス